# Saint-Cricq
 Saint-Cricq  là một xã của tỉnh Gers, thuộc vùng Occitanie, tây nam nước Pháp.